# Grégoire-Besson
 (octobre 2013).
Si vous disposez d'ouvrages ou d'articles de référence ou si vous connaissez des sites web de qualité traitant du thème abordé ici, merci de compléter l'article en donnant les références utiles à sa vérifiabilité et en les liant à la section « Notes et références ».
Grégoire-Besson est une société française, spécialisée dans la fabrication de matériel agricole, et en particulier matériel de travail du sol (charrues, outils à disques, outils à dents et planteuses).

## Historique
- 2019 - Grégoire Besson lance son prototype de DDIHC (déchaumeur à disque indépendant) [2]
- 2019 - Grégoire Besson change de stratégie commerciale[3],[4] et souhaite se rapprocher de ses clients finaux[5]
- 2018 - Grégoire Besson lance son premier configurateur[6] de machine de travail du sol en ligne et segmente son marché en fonction de la puissance Tracteur, renommage et simplification de la gamme
- 2018 - GB Group lance le site de vente de pièces détachées PiecesNaud.com[7].
- 2018 - GB Group lance une nouvelle stratégie de développement : Drive the Change [8]
- 2017 - Création de GB Group, holding rassemblant les marques Grégoire Besson, Rabe et Agriway.
- 2017 - Ouverture d'une plateforme logistique des pièces détachées : GB Parts[9],[10].
- 2011 - Rachat de la société Rabe Agri. Cette société Bad Essen en Allemagne, construit des charrues, outils de préparation de sol (disques, dents, herses rotatives) et semoirs.
- 2006 - Rachat de la société Dehondt. Cette société était spécialisée dans les outils de préparation de lit de semences et d'outils avant (outils poussés).
- 2005 - Rachat de la société Souchu-Pinet qui était spécialisée dans les outils à disques.
- 2001 - Rachat des sociétés Askel et Wiberg (Suède) sociétés spécialisées dans la construction d’outils à dents.
- 1989 - L'entreprise qui produit principalement des charrues compte 90 employés. C’est à cette époque que la société décide de se diversifier dans les matériels de déchaumage en rachetant la société Fenet (Bergueneuse) qui produisait principalement des outils à disques.
- 1959 - Monsieur Alphonse Besson l’un des gendres de Monsieur Grégoire prend la direction de l’entreprise et fonde la société Grégoire-Besson. Profitant du développement de la mécanisation de l’agriculture française et européenne de l’après guerre, la société Grégoire Besson développe sa gamme de matériels et dépose ses premiers brevets.
- 1898 - Les fils de Monsieur Grégoire décident de se spécialiser dans la construction de matériels agricoles. L’entreprise compte alors une dizaine d’employés et produit une trentaine de charrues par an.
- 1802 - Création par Monsieur Grégoire d'un atelier de forgeron dans le village de Montigné-sur-Moine en Maine-et-Loire (49).

## Usines

### En France
- Montfaucon-Montigné (Maine-et-Loire) : charrues de 2 à 14 corps (2 500 charrues par an tous modèles confondus).
- Bergueneuse (Pas-de-Calais) : outils à disque pour les moyennes et fortes puissances (140 à 550 CV).
- Langeais (Indre-et-Loire) : outils à disques pour les petites et moyennes puissances (50 à 180 CV).

### En Italie
- Ancône : marque Agriway

### En Allemagne
- Bad Essen : charrues, outils de travail du sol, semoirs.

Cartographie des filiales et sites de production.